# 动画同好会
《動畫同好會》（日语： Anime Gatari）是2015年起在日本TOHO影院上映的一部短篇幕間動畫，之後改编为電視動畫，於2017年10月8日起東京都會電視台、BS富士播出。

## 故事大綱
劇場動畫为2015年4月在TOHO影院开始上映的幕间简短喜剧，共6集，每集时长约为2分钟，主要讲述了一所高中内“动画同好会”几位成员之间发生的趣事。
电视动画版由DMM和W-Toon Studio制作，于2017年秋季播出，标题改为，每集30分钟。
电视版讲述剧场动画一年前的故事：对动画不怎么感冒的阿佐谷未乃爱，莫名其妙的被拉着参与创立了动画研究社，在和各种各样热爱动画的人接触后，也开始喜欢上动画的日常欢乐故事。

### 故事简介
剛進入私立咲鐘湖學園高中部的阿佐谷未乃愛，雖然對動畫了解程度不深，卻莫名其妙地被同學上井草有棲強拉著成立了動畫研究社。隨著和同級生高圓寺美子以及喜歡動畫的前輩們邂逅，未乃愛漸漸的迷上了動畫。
動畫研究社的成員們一邊要和執著於廢除動畫研究社的學生會鬥爭，一邊還無比淡定的堅持自己的愛好—在社團活動室、秋葉原、聖地和溫泉（等各種奇怪的地點）吐槽動畫。。

## 登场人物

### 劇場動畫
阿佐谷麻耶/麻耶，声：水濑祈
劇場動畫设定为对动画不是很熟悉的新入部员。
电视动画中设定为未乃爱的姐姐。在东京某高中读高三并加入了曲棍球社团。只在年幼时看过动画，不过看着妹妹在动画研究社努力的样子，她渐渐也开始对动画稍感兴趣了。
青山绘里香/绘里香，声：伊波杏树
劇場動畫设定为看似现充的宅女。
电视动画中设定为私立咲鐘湖学园高中三年级生，动画研究部部长，对各种类型的动画都感兴趣，喜欢cosplay。
西麻布前辈，声：浅沼晋太郎
Takashi，声：高桥美佳子
跳級讀大學一年級的14歲天才少年。
猫前辈，声：近藤浩德
在动画研究社安家的谜之猫型生物，会说人类语言。
另外，水濑祈、青山吉能、田中美海也以本人的形象出现在动画中。

### 电视动画
阿佐谷未乃爱，声：本渡枫
咲鐘湖学园一年级生，麻耶的妹妹。不太了解动画，对于动画也没有特别喜欢的类型。拥有“容易卷入奇怪事情的体质”，莫名其妙地参与创立了动画研究社。虽然有点冒失但是下定决心了就会勇往直前。
上井草有栖，声：千本木彩花
未乃爱的同班同学，喜欢萌系动画的大小姐。虽然看起来盛气凌人，但其实很怕寂寞。
高圆寺美子，声：东城日沙子
未乃爱的同班同学，长相很普通的女生。文静，不喜欢张扬。总是在教室里安静的读书。喜欢阅读原作。
中野光辉，声：寺岛惇太
咲鐘湖学园二年级生，乐于助人的前辈。在女生中间拥有很高人气。偶像动画的狂热爱好者。
武藏境块，声：伊藤节生
咲鐘湖学园二年级生。中二病。喜欢异能力和战斗系动画。
人称“块块”，但本人对这一称呼十分反感。
对美子有好感，但是在向其告白时因太害羞而别过头，正好面向从旁經过的光辉，于是被美子误会自己喜欢光辉，告白以失败收尾。
小幡唯，声：高桥李依
咲鐘湖学园一年级生，田径部部员。经常被卷入动画研究部的事件中。

## 动画

### 制作人员

#### 劇場動畫
- 监督：森井健史郎
- 动画制作：W-Toon Studio

#### 电视动画
- 原作、企划、制作：DMM.futureworks、W-Toon Studio
- 监督：森井健史郎
- 系列构成：广田光毅
- 助理监督：久保博志
- 角色设计、总作画监督：衣谷So-shi
- 美术监督：合六弘
- 美术设定：袈裟丸绘美
- 色彩设计：辻田邦夫
- 摄影监督：寺本宪正
- 编辑：丹彩子（Graphinica）
- 音乐：帆足圭吾（MONACA）、高桥邦幸（MONACA）
- 音响监督：长崎行男
- 音响制作：Studio Mausu
- 企划制作：DMM.futureworks、W-Toon Studio
- 动画制作：WAO WORLD
- 制作：咲鐘湖学园动画研究部、JY Animation

### 主题曲

#### 劇場動畫
主题曲
作词、作曲：Hige Driver，歌：麻耶（水濑祈）& 绘里香（伊波杏树）。

#### 電視動畫
片頭曲
作詞：，作曲：toku，編曲、歌：GARNiDELiA
片尾曲
作詞：只野菜摘，作曲：田中秀和
歌：GATALIS〔阿佐谷未乃愛（本渡楓）、上井草有栖（千本木彩花）、高圆寺美子（東城日沙子）〕
插入曲
（第3、5話）
作詞：只野菜摘，作曲・編曲：橫山克，歌：Earphones，客演：串田晃
（第3、5話）
作詞、作曲：Naopu，歌：AZLiGHTZ
「Lost Eden」（第8、12話）
作詞：CHIHIRO、Naopu，作曲：CHIHIRO，歌：AZLiGHTZ
（第8話）
作詞：只野菜摘，作曲：田中秀和
歌：咲鐘湖學園學生會〔椿（西明日香）、菖蒲（高森奈津美）、茉莉（高木美佑）〕
（第10、12話）
作詞、作曲：古川貴浩，編曲：Saku，歌：eye

### 各话列表

#### 劇場動畫
| 話數  | 日文標題 | 中文標題             |
| ----- | -------- | -------------------- |
| 第1话 |          | No More剧透！        |
| 第2话 |          | 麻耶也欲呐喊。       |
| 第3话 |          | 圣斗士麻耶           |
| 第4话 |          | 餐食报告             |
| 第5话 |          | 作画战队崩坏回       |
| 第6话 |          | 动画讨论同好会的主题 |

#### 电视动画
| 話數 | 日文標題 | 中文標題                   | 劇本     | 分鏡     | 演出       | 作畫監督                                  |
| ---- | -------- | -------------------------- | -------- | -------- | ---------- | ----------------------------------------- |
| #1   |          | 未乃愛，動畫菜鳥！         | 廣田光毅 | 久保博志 | 久保博志   | 水谷麻美子、佐佐木敏子 中村統子、內野明雄 |
| #2   |          | 集結，動畫同好會           | 廣田光毅 | 久保博志 | 久保博志   | 三浦貴弘、上野翔太 村上史明               |
| #3   |          | 繪里香，COSER×COSER        | 田澤大典 | 清水聰   | 星野真     | 川島尚、門智昭                            |
| #4   |          | 社辦，大爆炸！             | 山下憲一 | 清水聰   | 久城       | 梶浦紳一郎、日高真由美                    |
| #5   |          | 貝貝，進退兩難             | 田澤大典 | 金子祥之 | 金子祥之   | 佐佐木敏子、內野明雄                      |
| #6   |          | 塊塊，愛到最高點           | 笹野惠   | 清水聰   | 五月女有作 | 水谷麻美子、中村統子                      |
| #7   |          | 美子，代筆宣言             | 山下憲一 | 星野真   | 相浦和也   | 永田善敬、梶浦紳一郎 川島尚、杉田葉子     |
| #8   |          | 有栖，金錢不足               | 山下憲一 | 二宮壯史 | 久保博志   | 三浦貴弘、村上史明                        |
| #9   |          | 動畫社，得意忘形           | 田澤大典 | 中野★陽  | 久城       | 佐佐木敏子、村上史明 內野明雄、小林多加志 |
| #10  |          | 動畫社，終於廢社了         | 笹野惠   | 金子祥之 | 金子祥之   | 小林多加志、內野明雄                      |
| #11  |          | 一同細數光輝（盟友）的背叛 | 廣田光毅 | 三宅和男 | 福元       | 飯塚英里、相原理沙 菅原浩喜               |
| #12  |          | 未乃愛，卡塔西斯           | 廣田光毅 | 久保博志 | 久保博志   | 水谷麻美子、中村統子                      |

### 关联商品

#### CD/DVD
| 發售日期      | 名稱                          | 規格編號                                          | 备注                                                |
| ------------- | ----------------------------- | ------------------------------------------------- | --------------------------------------------------- |
| 2016年3月30日 | （完全生产限定盘） （通常盘） | ZMCL-1051/3（完全生产限定盘） ZMCL-1054（通常盘） | 完全生产限定盘附带DVD，包含劇場動畫全集以及歌曲MV。 |

#### BD&DVD
| 卷數 | 發售日期       | 收錄話數        | 規格標號 | 規格標號 |
| 卷數 | 發售日期       | 收錄話數        | BD       | DVD      |
| ---- | -------------- | --------------- | -------- | -------- |
| Box  | 2017年12月25日 | 第1話 - 第12話  | DMPXA-11 | -        |
| 1    | 2017年12月25日 | 第1話 - 第2話   | -        | DMPBA-17 |
| 2    | 2017年12月25日 | 第3話 - 第4話   | -        | DMPBA-18 |
| 3    | 2017年12月25日 | 第5話 - 第6話   | -        | DMPBA-19 |
| 4    | 2017年12月25日 | 第7話 - 第8話   | -        | DMPBA-20 |
| 5    | 2017年12月25日 | 第9話 - 第10話  | -        | DMPBA-21 |
| 6    | 2017年12月25日 | 第11話 - 第12話 | -        | DMPBA-22 |